# 16 del Cigne
16 del Cigne (16 Cygni, abreujat com a 16 Cyg) és un sistema estel·lar triple localitzat aproximadament a 70 anys llum en la constel·lació del Cigne. El sistema consisteix en dues nanes grogues, semblants al Sol, i una nana vermella. El 1996, es va descobrir un planeta extrasolar en una òrbita excèntrica al voltant de l'estrella 16 Cygni B.

## Distància
La paral·laxi de les dues estrelles més brillants va ser calculada en 46,25 segons d'arc o arcsec per a 16 Cygni A i 46,70 segons d'arc per a 16 Cygni B dins de la missió d'astrometria Hipparcos. Malgrat que els dos components estan associats, es pot assumir que es troben a la mateixa distància; d'aquesta manera, les diferents paral·laxis són fruit d'un error experimental. Usant la paral·laxi del component A, la distància és de 21,6 parsecs. La paral·laxi del component B correspon a la distància de 21,4 parsecs.

## Components del sistema
16 del Cigne és un triple sistema jeràrquic. Les estrelles A i C formen una binària pròxima amb una separació projectada de 73 ua. Els elements orbitals de la binària A-C són actualment desconeguts. A una distància de 860 ua des de A, es troba un tercer component designat 16 del Cigne B. L'òrbita de B relativa al parell A-C no està ben determinada: les òrbites plausibles tenen un període de 18.200 a 1,3 milions d'anys, amb un semieix major d'entre 877 i 15,180 ua.
Tant 16 del Cigne A com 16 del Cigne B són estrelles nanes grogues, igual que el Sol. D'acord amb la informació de la inspecció de Gènova-Copenhaguen, ambdues estrelles tenen una massa similar a la del Sol. L'edat estimada per a les dues estrelles varia mínimament, però 16 del Cigne aparenta ser molt més antiga que el nostre sistema solar; deu tenir al voltant de 10.000 milions d'anys d'antiguitat. 16 del Cigne C és molt menys brillant que la resta de les estrelles, i podria ser una nana vermella.

## Sistema planetari
El 1996, un planeta extrasolar en una òrbita excèntrica va ser albirat al voltant de l'estrella 16 del Cigne B. L'òrbita del planeta triga 798,5 dies a completar-se, amb un semieix major d'1,68 ua. Igual que la majoria dels planetes extrasolars coneguts, 16 del Cigne Bb va ser detectat mesurant la velocitat radial de la seva estrella mare, que solament li dona un marge inferior en la massa: en aquest cas, prop d'1,68 vegades la de Júpiter.
Es va enviar un missatge METI al sistema 16 del Cigne des del radar més gran d'Euràsia, el radar planetari Ievpatòria, de 70 metres. El missatge es va anomenar Cosmic Call 1 i es va enviar el 23 de maig del 1999. Arribarà a 16 del Cigne el novembre del 2069.
El sistema de 16 del Cigne es troba a dins del camp de visió de l'actualment operativa missió Kepler per a detectar planetes.
| Company (En ordre des de l'estrella) | Massa (MJ)   | Període Orbital (dies) | Eix semimajor (AU) | Excentricitat |
| ------------------------------------ | ------------ | ---------------------- | ------------------ | ------------- |
| Bb                                   | >1,68 ± 0,15 | 798,5 ± 1,0            | 1,681 ± 0,097      | 0,681 ± 0,017 |